# Eric André
Eric Samuel André (Boca Ratón, Florida, 4 de abril de 1983), conocido como Eric André, es un actor, comediante y presentador de televisión estadounidense. Es conocido por ser el creador, presentador y coescritor de The Eric Andre Show, serie de Adult Swim. También interpretó al personaje de Mike en la serie de FXX Man Seeking Woman y al personaje de Azizi en el remake del Rey León.

## Biografía y carrera

### Primeros años
Eric André nació el 4 de abril de 1983 en Boca Ratón, Florida, siendo hijo de padre afrohaitiano, y de madre judía de ascendencia asquenazí. Se considera judío y negro. En 2005, se graduó de Berklee College of Music en Boston, Massachusetts, donde tocaba el contrabajo.

### Trayectoria artística
Es el creador y presentador de The Eric Andre Show, una serie de parodias de talk-show en el bloque de programación Adult Swim de Cartoon Network. Coprotagonizó como Mark en la serie de comedia de ABC Don't Trust the B---- in Apartment 23, y fue invitado en 2 Broke Girls como Deke, el flechazo de Max y compañero en la escuela de pastelería.
Interpreta a Mike en la comedia de FXX Man Seeking Woman, la cual se estrenó en 2015. El 3 de marzo de 2015, Man Seeking Woman fue renovado por una segunda temporada de 10 episodios que se emitió en 2016.

## Vida personal
André salió con la actriz Rosario Dawson, de 2016 a 2017. En marzo de 2021, declaró que se encontraba en una relación con una mujer que había conocido en un mercado de agricultores, y que no sabía que él era una persona pública hasta que comenzaron a salir.
Es ateo y practicante de la meditación trascendental.
Al abordar sus puntos de vista sobre la sexualidad en una entrevista de 2016, dijo: «Creo que todo el mundo es bisexual, ¿verdad? No existe la orientación sexual, la raza o el género. Todos esos son conceptos obsoletos creados por el hombre. Lo diré de nuevo, un agujero es un agujero». Luego le preguntaron si se declaraba bisexual, a lo que él respondió: «Tengo sexo con cualquier cosa que se mueva».
Apoyó al candidato del Partido Demócrata Bernie Sanders para las elecciones presidenciales de 2020.

## Filmografía

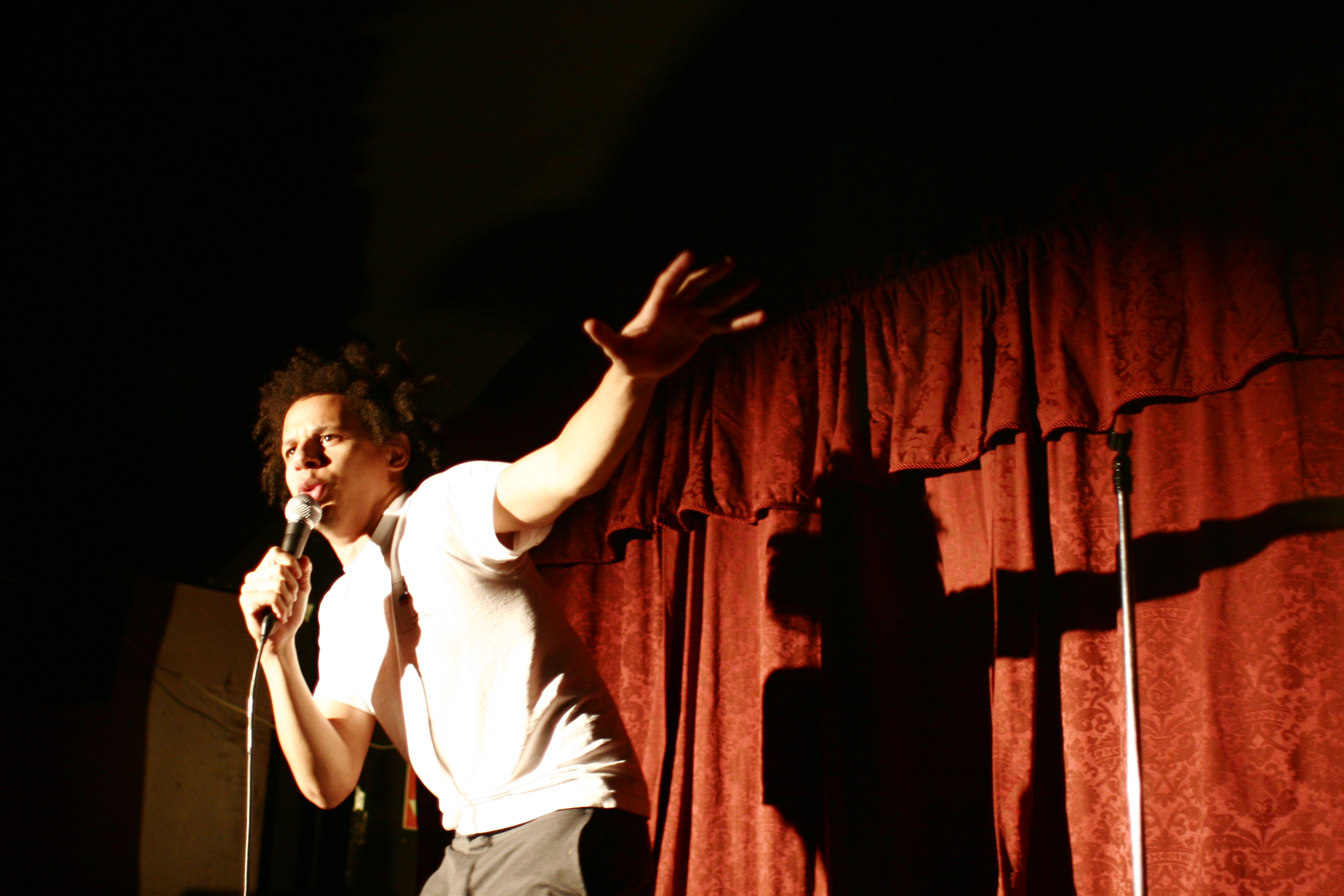
André realizando stand-up en 2007.

| Año  | Título                             | Papel                       | Notas                                |
| ---- | ---------------------------------- | --------------------------- | ------------------------------------ |
| 2009 | The Invention of Lying             | Hombre #4                   | Cameo                                |
| 2010 | The Awkward Comedy Show            | El mismo                    | Comediante destacado                 |
| 2010 | Thin Skin                          | Pasajero                    | Cortometraje                         |
| 2012 | Should've Been Romeo               | Buzz                        |                                      |
| 2013 | The Internship                     | Sid                         |                                      |
| 2015 | Flock of Dudes                     | Mook                        | Post-producción                      |
| 2016 | Popstar: Never Stop Never Stopping | Reportero de CMZ con rastas |                                      |
| 2017 | Rough Night                        | Jake                        |                                      |
| 2019 | El rey león                        | Azizi                       | Voz                                  |
| 2021 | Bad Trip                           | Chris Carey                 | también escritor y produtor          |
| 2021 | The Mitchells vs. the Machines     | Mark Bowman (voz)           |                                      |
| 2021 | Sing 2                             | Darius (voz)                |                                      |
| 2022 | Jackass Forever                    | El mismo                    | Escritor y apariciones como invitado |
| 2022 | Animal Attraction                  | Darius (voz)                | Cortometraje                         |
| 2022 | Jackass 4.5                        | El mismo                    | Escritor y apariciones como invitado |
| 2023 | Trolls Band Together               | John Dory (Voz)             |                                      |
| 2025 | Happy Gilmore 2                    |                             |                                      |

| Año         | Título                                                               | Papel                                         | Notas                                                                        |
| ----------- | -------------------------------------------------------------------- | --------------------------------------------- | ---------------------------------------------------------------------------- |
| 2009        | Curb Your Enthusiasm                                                 | Set P.A.                                      | 2 episodios                                                                  |
| 2010        | The Big Bang Theory                                                  | Joey                                          | Episodio: "The 21-Second Excitation"                                         |
| 2011        | Zeke and Luther                                                      | Zorn                                          | Episodio: "Skate Troopers"                                                   |
| 2011        | Hot in Cleveland                                                     | Jeff                                          | Episodio: "Elka's Wedding"                                                   |
| 2011        | Fact Checkers Unit                                                   | Mirage                                        | Episodio: "Excessive Gass"                                                   |
| 2011        | Level Up                                                             | Max Ross                                      | Película para televisión                                                     |
| 2012–2013   | Don't Trust the B---- in Apartment 23                                | Mark Reynolds                                 | Elenco principal; 22 episodios                                               |
| 2012–2023   | The Eric Andre Show                                                  | Él mismo                                      | Presentador                                                                  |
| 2013–2014   | 2 Broke Girls                                                        | Deacon "Deke" Bromberg                        | 8 episodios                                                                  |
| 2014        | Lucas Bros. Moving Co.                                               | Jean Claude, Michael Jordan bobblehead; Barry | Voz; episodios: "Before & After Models", "Big Head Mike"                     |
| 2014        | Comedy Bang! Bang!                                                   | Él mismo                                      | Episodio: "Eric Andre Wears a Cat Collage Shirt & Sneakers"                  |
| 2015 - 2017 | Man Seeking Woman                                                    | Mike                                          | 30 episodios                                                                 |
| 2016        | Animals                                                              | Alex                                          | Voz, episodio: "Cats."                                                       |
| 2016        | Traveling the Stars: Action Bronson and Friends Watch Ancient Aliens | El mismo                                      | Episodio: "Founding Fathers"                                                 |
| 2016        | American Dad!                                                        | El vagabundo                                  | Voz, episodio: "Stan Smith Is Keanu Reeves as Stanny Utah in Point Breakers" |
| 2018-2023   | Disenchantment                                                       | Luci y Pendergast                             | Protagonista                                                                 |
| 2020        | Legalize Everything                                                  | El mismo                                      | Especial de stand up en Netflix                                              |
| 2021        | Archer                                                               | Colt / El Profesor                            | Voz, 3 episodios                                                             |
| 2022        | The Righteous Gemstones                                              | Lyle Lisson                                   | Temporada 2                                                                  |
| 2022        | Impractical Jokers                                                   | El mismo                                      | Episodio: "Eric Andre"                                                       |
| 2022        | El gabinete de curiosidades de Guillermo del Toro                    | Randall Roth                                  | Episodio: "The Viewing", Episodio 7                                          |
| 2023        | The Prank Panel                                                      | El mismo                                      | Anfitrión; también productor ejecutivo                                       |
| 2025        | Abbott Elementary                                                    | Cedric                                        | Episodio: "Testing"                                                          |
| 2025        | Ironheart                                                            | Stuart Clarke / Rampage                       | Episodio: "Take Me Home"                                                     |

| Año  | Título                   | Papel       | Notas                                 |
| ---- | ------------------------ | ----------- | ------------------------------------- |
| 2010 | Laugh Track Mash-Ups     | George      | Episodio: "At Your Sir-vice"          |
| 2013 | The ArScheerio Paul Show | Flavor Flav | Episodio: "Vanilla Ice & Flavor Flav" |

| Año  | Título                | Papel         | Notas                    |
| ---- | --------------------- | ------------- | ------------------------ |
| 2015 | The Howard Stern Show | Bulto de Jeff | Recurrente               |
| 2015 | The Howard Stern Show | Tupé de Bobo  | 29 de septiembre de 2015 |